# Ctenorillo legai
Ctenorillo legai är en kräftdjursart som först beskrevs av Arcangeli 1941.  Ctenorillo legai ingår i släktet Ctenorillo och familjen Armadillidae. Inga underarter finns listade i Catalogue of Life.